# Staakmühle

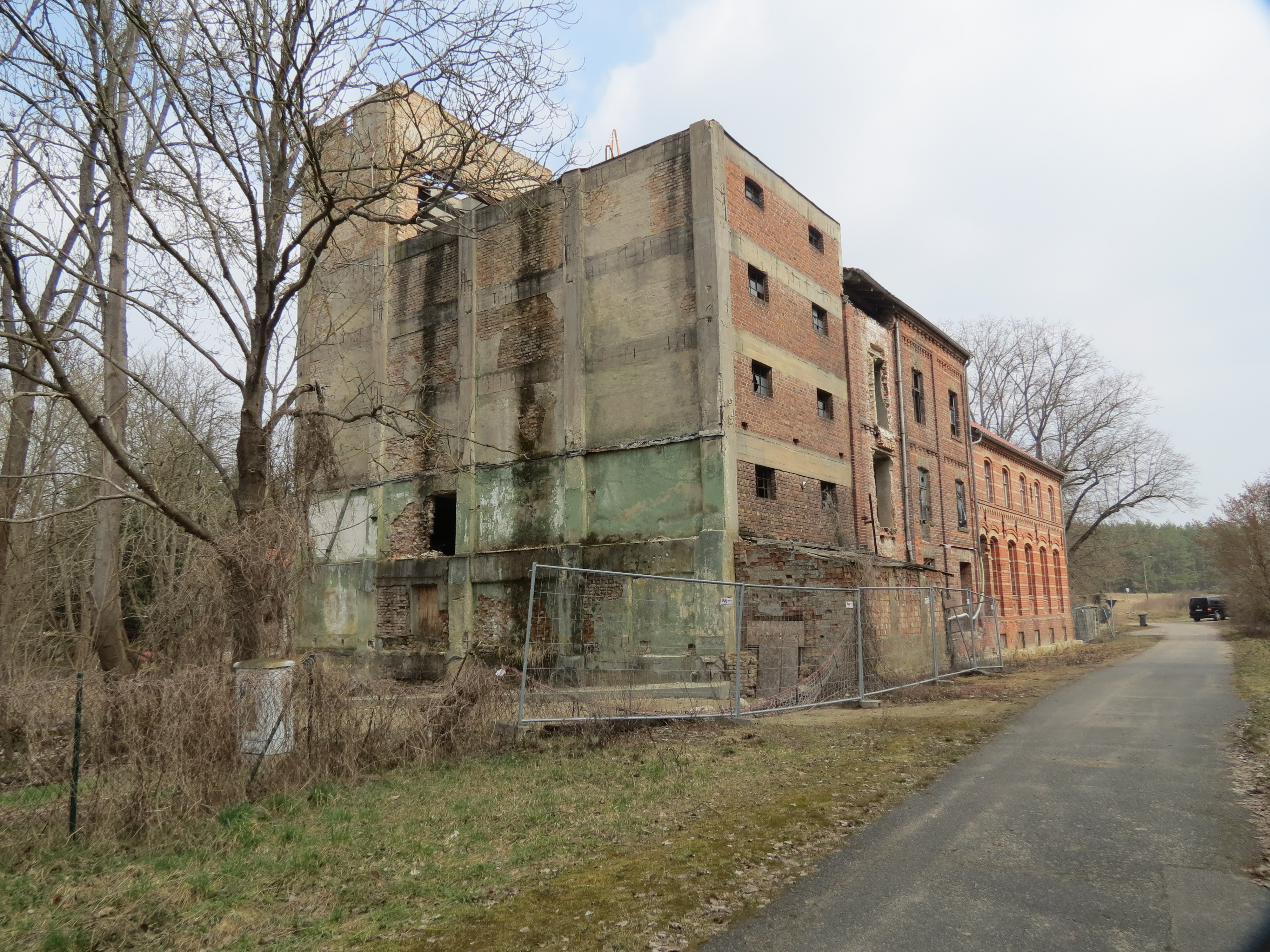
Das namensgebende Mühlengebäude in Staakmühle, Westseite, während der Renovierung im April 2021. Deutlich erkennbar die drei Bauphasen

Staakmühle ist ein bewohnter Gemeindeteil im Ortsteil Briesen der Gemeinde Halbe im Landkreis Dahme-Spreewald in Brandenburg. Lediglich der östliche Teil der Siedlung gehört zu Briesen, der westliche Teil der Siedlung einschließlich der namengebenden ehemaligen Wassermühle gehört jedoch zum Ortsteil Staakow in der Gemeinde Rietzneuendorf-Staakow. Im Gegensatz zum Briesener Teil hat die Staakower Hälfte keinen Gemeindeteilstatus. Umgangssprachlich und vor allem in Karten werden aber beide Siedlungshälften als Staakmühle bezeichnet. Die Wassermühle an der Dahme, die Staakmühle, auch Staakower Mühle, ist bereits 1510 erstmals urkundlich genannt. Das ehemalige Mühlengebäude steht unter Denkmalschutz und ist eine Station am Dahme-Wassermühlen Rad- und Wanderweg.

## Lage
Der Ort Staakmühle liegt etwa 17 Kilometer Luftlinie nordwestlich der Stadt Lübben und etwa 7 km südlich von Halbe. Benachbarte Orte sind Briesen im Norden, Brand im Südosten, Staakow im Süden, der Ortsteil Dornswalde der Stadt Baruth/Mark im Westen sowie Massow im Nordwesten. Durch den kleinen Ort fließt die Dahme.
Die Grenze zwischen dem Ortsteil Briesen (Gem. Halbe) (= Staakmühle) und dem Ortsteil Staakow (Gem. Rietzneuendorf-Staakow) verläuft mitten durch den Ort. Der westlich der Dahme gelegene Teil sowie der am Ostufer der Dahme liegende ehemalige Mühlenbetrieb gehören zu Staakow, der östlich der Dahme gelegene Teil (exklusive des ehemaligen Mühlengehöfts) gehört zu Briesen. Der Straßenname des zu Staakow gehörenden Teils lautet Dorfstraße, während der zu Briesen gehörende Teil den Straßennamen Staakmühle hat. Das Ortsausgangsschild Staakmühle (in Richtung Staakow) steht daher merkwürdigerweise vor der namengebenden Wassermühle. Außenstehenden ist daher schwer zu vermitteln, dass die namengebende ehemalige Wassermühle Staakmühle nicht zum Briesener Wohnplatz Staakmühle gehört, sondern einfach nur zu Staakow. Umgangssprachlich und vor allem in Karten werden aber beide Siedlungshälften als Staakmühle bezeichnet.
Staakmühle liegt an einer Gemeindestraße, etwa einen Kilometer südwestlich der Kreisstraße 6148 und anderthalb Kilometer nördlich der Kreisstraße 6149. Die Autobahnanschlussstelle Staakow an der Bundesautobahn 13 ist etwa drei Kilometer entfernt. Derzeit (2021) ist die Brücke über die Dahme für Fahrzeuge gesperrt, so dass der westlich der Dahme gelegene Teil nur über Staakow mit Fahrzeugen erreichbar ist, der östlich der Dahme gelegene Teil (einschließlich des zu Staakow gehörenden ehemaligen Mühlengehöfts) nur über Briesen oder Brand.

## Geschichte

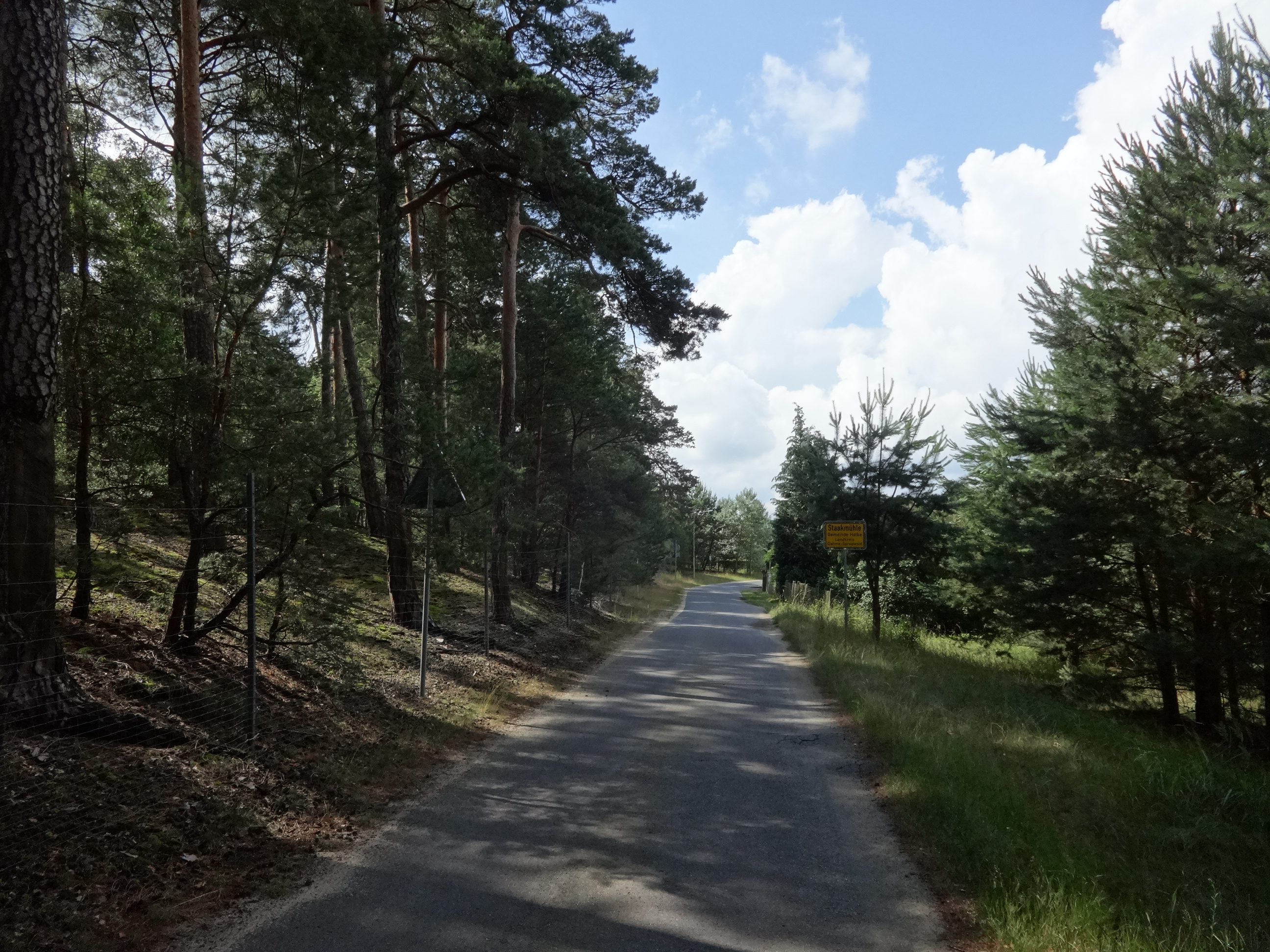
Nördlicher Ortseingang

Der Ort ging aus einer Wassermühle hervor, die 1510 erstmals als Staack Mühle urkundlich erwähnt wurde. Es ist unsicher, ob diese Mühle der letzte Rest eines mittelalterlichen Dorfes war.
Die Mühle befand sich schon vor 1510 im Besitz der Schenken von Landsberg und war damit Teil des Schenkenländchens (oder der Herrschaft Teupitz). Dies ist deshalb bemerkenswert, weil hier die Dahme die historische Grenze zwischen der Niederlausitz und dem Schenkenländchen gebildet hat (und die Mühle östlich der Dahme liegt und somit eigentlich zur Niederlausitz gehört). Entweder wurde hier das Bett der Dahme verändert oder es kam doch einmal zu einer Grenzkorrektur östlich über die Dahme hinaus.
Vor dem Dreißigjährigen Krieg wurde lediglich von einer Wassermühle mit einem Rad berichtet. Sie musste 4 Taler Kontribution, 2 Taler Kavalleriegeld, 12 Groschen Kriegsfuhrgeld und 1 Taler 3 Groschen Meßkorngeld an Abgaben entrichten. Die Mühle wurde im Dreißigjährigen Krieg zerstört, denn 1664 wurde von der „Staakischen Heide mit einer wüsten Mühlenstätte“ berichtet.
1664 verpfändete Christian Schenk von Landsberg zu Teupitz, Buchholz und Groß Leuthen die Staakower Mühle, die Heide und das Gut Sputendorf (heute Waldeck, Stadt Mittenwalde) an Hans Wilhelm von Stutterheim in Waldow auf Wiederkauf. Sputendorf wurde später wieder von den Schenken von Landsberg eingelöst, die Staakische Heide mit der Staakmühle blieb im Besitz der von Stutterheim.
In der Erbteilung, die der Vater Hans Wilhelm von Stutterheim 1693 noch zu seinen Lebzeiten durchführte, erhielt der älteste Sohn Joachim Heinrich von Stutterheim (* 1651) zunächst Rietzneuendorf, das er jedoch mit seinem Bruder Adam Ernst gegen Waldow und Staakische Mühle  tauschte. Joachim Heinrich von Stutterheim, Landesobersteuereinnehmer der Niederlausitz zu Waldow, machte 1711 sein Testament und ist bald darauf gestorben. Sein gleichnamiger Sohn Joachim Heinrich d. J. erhielt das Gut Staakmühle mit allen Zubehörungen, sein anderer Sohn Seyfried Wilhelm erhielt Waldow mit allen Zubehörungen. Spätestens bis 1711 war die Staakmühle wieder aufgebaut. 1711 ist Joachim Heinrich d. Ä. gestorben. Am 16. Juli 1712 bestätigte König Friedrich I., Markgraf von Brandenburg, das am 4. Mai 1711 zu Waldow verfasste Testament des verstorbenen Joachim Heinrichs von Stutterheim und den Anfall des brandenburgischen Lehnguts Staakmühle an dessen Söhne, Joachim Heinrich und Seyfried Wilhelm von Stutterheim, und stellt die Belehnung des ersteren bzw. des letzteren zur gesamten Hand binnen Jahresfrist in Aussicht. Staakmühle kam aber bald darauf in den Besitz des Seyfried Wilhelm von Stutterheim.
1711 gab es bereits eine Schäferei in Staakow. In diesem Jahr lebten in Staakow und Staakmühle  ein Müller, ein Schäfer, ein Knecht sowie zwei Paar Hausleute. Bis 1718 war bei der Schäferei auch ein Vorwerk aufgebaut worden, woraus sich der spätere Ort Staakow entwickelte. 1719 war ein NN Haferland Müller auf der Staakmühle.
Am 1. Oktober 1718 kaufte König Friedrich I. Vorwerk Staakow und die Wassermühle, die Staakmühle, für 7.300 Taler von Seyfried Wilhelm von Stutterheim für seine Herrschaft Königs Wusterhausen und ließ beide (Klein-)Siedlungen vom Amt Buchholz verwalten. 1743 war die Staakmühle eine Wasser(mahl)mühle mit einem Gang und eine Schneidemühle.
1752 klagten der Staakmüller Gottfried Richter und die königlich Preußische Prinzliche Gesamtkammer zu Königs Wusterhausen gegen Joachim Seyfried von Schlieben auf Oderin wegen Hütungs- und Grenzstreitigkeiten.
1771 wohnten in Staakow, inklusive der Staakmühle, der Müller, sechs Paar Hausleute sowie der Schäferknecht. 1773 wird die Staakmühle als private Wasser- und Schneidemühle bezeichnet.
Friedrich Wilhelm August Bratring beschreibt die Staakmühle 1801 als Wassermahl- und Schneidemühle. Er gibt aber keine Einwohnerzahl separat für die Staakmühle an. 1837 war die Staakmühle mit Wohnhaus im Besitz eines Mühlenmeisters Borchardt. Für 1858 ist überliefert, dass zur Staakmühle auch ein 30 Morgen großes landwirtschaftliches Gut gehörte (112 Quadratruten Grundstück, 6 Morgen 68 Quadratruten Gärten, 20 Morgen 137 Quadratruten Acker und 2 Morgen 43 Quadratruten Wiese). Der Müller war zugleich auch Landwirt. Er hatte 1858 drei Knechte und Mägde, eine Bediente und beschäftigte vier Tagelöhner. Außerdem wohnte ein Rentner (Rentier) auf der Mühle.
1860 bestand die Gemarkung Staakow aus 134 Morgen, darunter 68 Morgen Wiese, 42 Morgen Acker, 21 Morgen Torf sowie drei Morgen Gehöfte. Es gab zwei Wohn- und sechs Wirtschaftsgebäude, darunter eine Wassergetreide-, -säge- und -ölmühle. 1871 war Staakmühle ein gemeindefreier Wohnplatz.
1883 bis 1889 wurde die Sägemühle von Janke & Willnow betrieben, die im Teltower Kreisblatt u. a. Bretter und Bohlen anbieten. Für 1897 ist ein Tausch von Landflächen des Gutsbezirks Staakow zwischen der Hofkammer und dem Mühlenbesitzer Rudolf Willnow in Staakmühle und dem Rittergutsbesitzer Joseph Lückerath auf Briesen überliefert. 1918 beantragte Rudolf Willnow das Staurecht für seine Mühle.

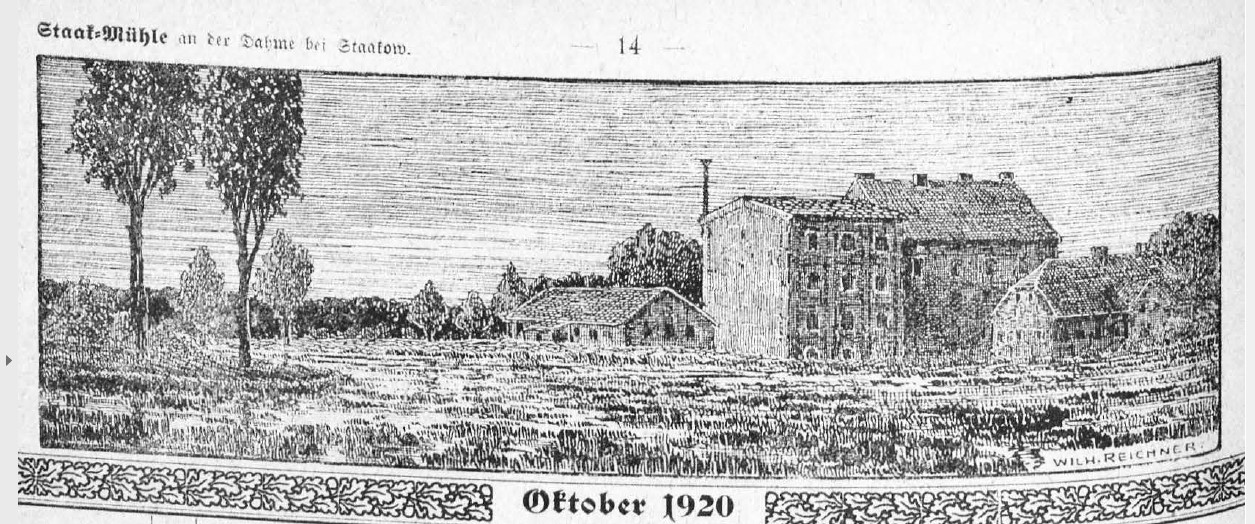
Die Staakmühle um/vor 1920 (gezeichnet Wilhelm Reichner, Teltower Kreiskalender, 1920, S. 14)

Um 1920 wurde der Betrieb von Rudolf Zimmer übernommen und um eine Bäckerei erweitert. 1921 beantragte Rudolf Zimmer den Einbau einer Turbinenanlage in der Freiarche seiner Mühle. Er blieb Besitzer der Mühle und der Bäckerei bis 1950. Danach wurde er enteignet, und aus dem Mühlenbetrieb wurde der VEB Getreidemühle und Brotfabrik Staakmühle. 1969 gehörte der Mühlenbetrieb Staakmühle zum VEB Vereinigte Mühlenwerke Wilhelm-Pieck-Stadt Guben. Der Mühlenbetrieb wurde bis 1990 weiter geführt. Danach übernahm die Treuhand den Betrieb. 2017 kauften Heiko und Sabine Hielscher das Anwesen von privaten Besitzern und begannen mit der Sanierung des Komplexes. Im Frühjahr 2021 waren die Arbeiten noch im Gange.

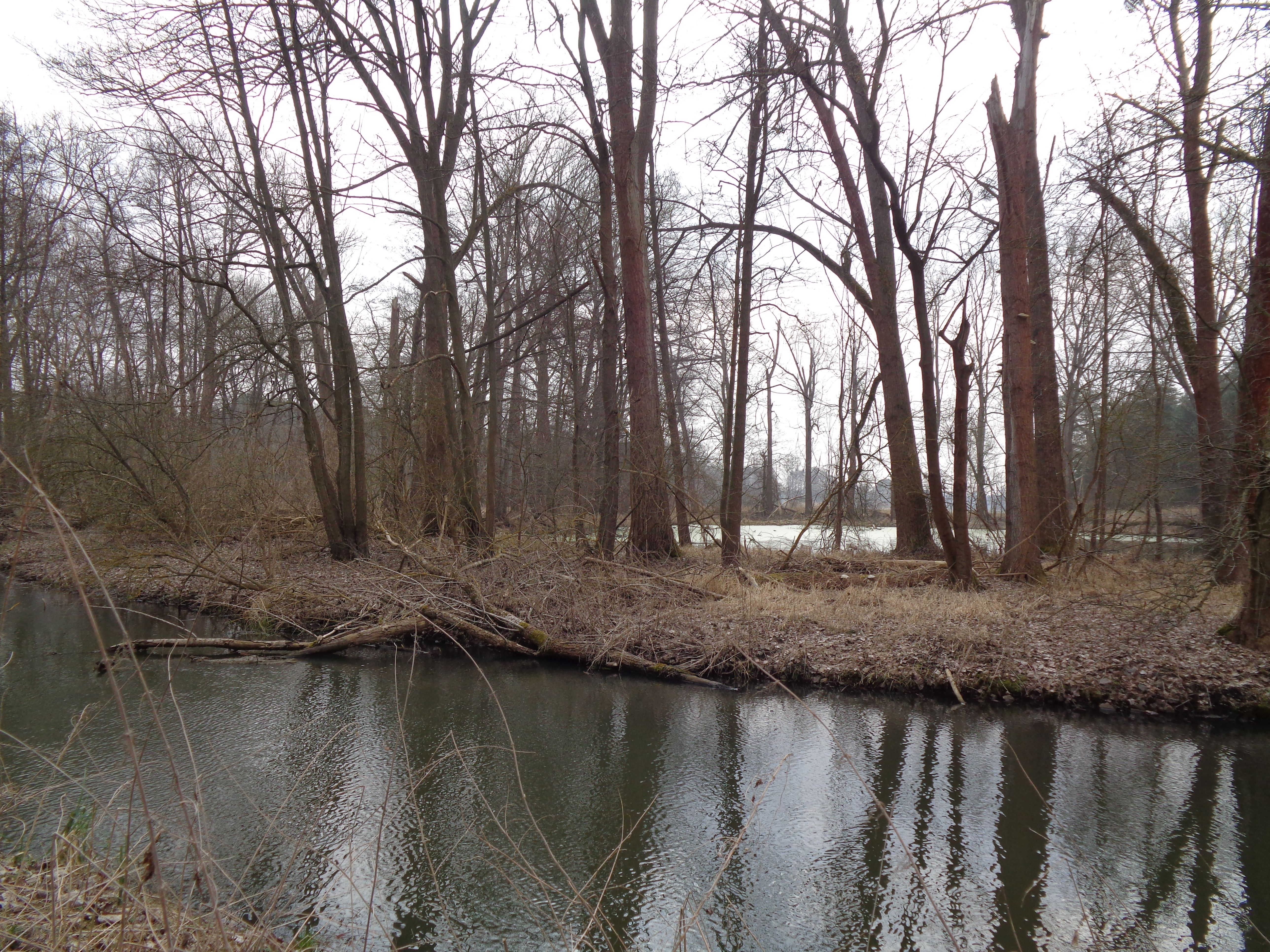
Umfluter und Mühlenteich (im Hintergrund)

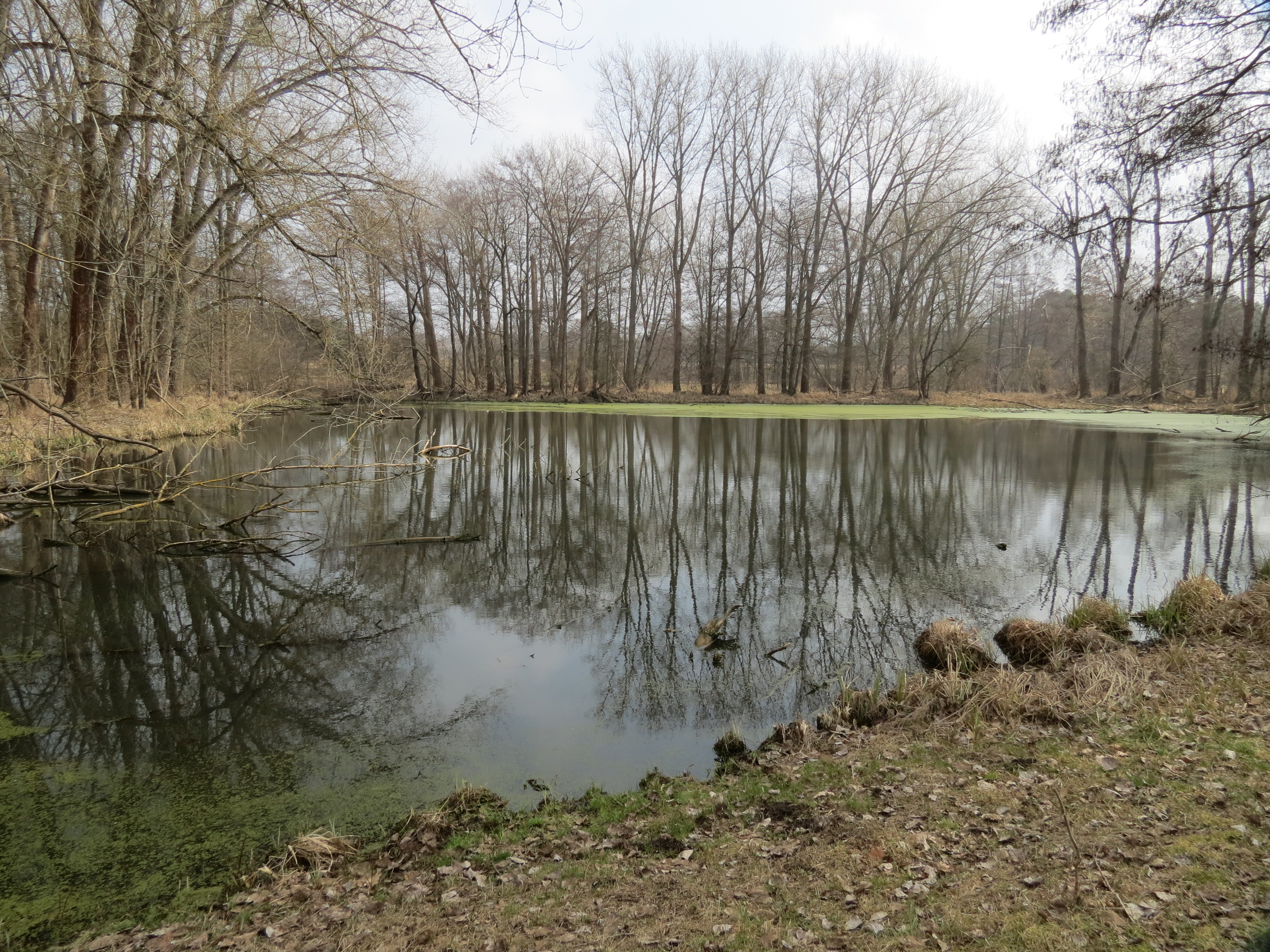
Mühlenteich

## Mühlengebäude und wasserbauliche Anlagen
Das alte Mühlengebäude wurde um 1860 durch einen Neubau aus Ziegeln ersetzt, den östlichen Teil des heutigen Mühlengebäudes. Noch vor 1920 wurde der ursprüngliche Bau etwas nach Westen verlängert. Vermutlich zu DDR-Zeiten erfolgte ein weiterer Anbau nach Westen. Die Gebäude werden derzeit (2021) saniert.
Der Mühlenteich ist noch vorhanden und das Gerinne fließt noch unter dem Gebäude durch. Die Turbinenanlage ist aber nicht mehr in Funktion.

## Kommunalpolitische Geschichte
Die Mühle mit ihrem Grundbesitz war ursprünglich gemeindefrei und wurde erst nach 1875 mit der Bildung der Amtsbezirke in der Provinz Brandenburg dem Gutsbezirk Oberförsterei Staakow einverleibt. 1929 erfolgte die Eingemeindung des Gutsbezirks Oberförsterei Staakow in den Gemeindebezirk Staakow. Staakmühle war 1932 ein Wohnplatz. Nach dem Urmesstischblatt 3948 Oderin von 1841 war die Bebauung damals noch auf den zu Staakow gehörenden Teil der Siedlung beschränkt. Erst in der Ausgabe von 1901 der Topographischen Karte 1:25.000 Bl. 3948 Oderin waren auch einige Häuser auf dem zu Briesen gehörenden Teil entstanden. Vermutlich erst in den 1920er Jahren war auch ein Haus auf dem westlich der Dahme liegenden Teil gebaut worden (nach späteren Ausgaben der Topographischen Karte).
Durch diese Entwicklung verlief nun durch den umgangssprachlich Staakmühle genannten Ort die Kreisgrenze zwischen dem Landkreis Teltow und dem Landkreis Luckau. Auch in den Kreisreformen von 1950 und 1952 in der damaligen DDR wurde dies nicht geändert. Der östliche Teil gehörte für zwei Jahre von 1950 bis 1952 zum Kreis Lübben, der westliche Teil zum Kreis Teltow. Ab 1952 gehörte der östliche Teil (wieder) zum Kreis Luckau, der westliche Teil einschließlich der Mühle zum neugebildeten Kreis Königs Wusterhausen. Der Kreis Luckau gehörte zum Bezirk Cottbus und der Kreis Königs Wusterhausen zum Bezirk Potsdam der DDR, sodass nicht nur eine Kreisgrenze, sondern sogar eine Bezirksgrenze durch den Ort verlief. Nach der Wende und der Kreisreform 1993 wurden der Kreis Königs Wusterhausen und der Kreis Luckau zusammen mit dem Kreis Lübben zum neuen Landkreis Dahme-Spreewald vereinigt, so dass nun wenigsten Bezirks- und Kreisgrenze entfielen.
Im Zuge der Ämterbildung im Land Brandenburg schloss sich Staakow dem Amt Unterspreewald an, Briesen dagegen dem Amt Schenkenländchen. Am 31. Dezember 2001 wurde Staakow nach Rietzneuendorf-Staakow eingemeindet, Briesen gehört seit dem 26. Oktober 2003 zur Gemeinde Halbe. Somit gehört der Wohnplatz Staakmühle des Ortsteils Briesen dem Amt Schenkenländchen an, während die andere Staakower Hälfte dem neuen Amt Unterspreewald, das 2013 aus der Vereinigung des alten Amtes Unterspreewald und dem Amt Golßener Land gebildet wurde, angehört.

## Bevölkerungsentwicklung
| Jahr      | 1734             | 1840 | 1858 | 1871 | 1925 |
| Einwohner | 66 incl. Staakow | 12   | 14   | 19   | 33   |

## Mühlenmeister und Eigentümer (Übersicht)
- 1719 NN Haferland[9]
- 1752 Gottfried Richter[10]
- 1821/24, 1837 bis 1851 Mühlenmeister Borchardt[12][26][27]
- 1861, 1864/65 bis 1874 Franz Kampfmeyer[28][29][30]
- 1883, 1886, 1889 Janke & Willnow[16][17][18]
- (1897) bis (1918) Rudolf Willnow[19]
- (1920) bis 1950 Rudolf Zimmer[31]
- ab 1950 bis 1969 VEB Getreidemühle und Brotfabrik Staakmühle
- ab 1969 VEB Vereinigte Mühlenwerke Wilhelm-Pieck-Stadt Guben, Werk Staakmühle